# Petre Popeangă
Petre Popeangă (n. 19 mai 1944, Lelești, Gorj) este un fost deputat român în legislatura 2004-2008. Petre Popeangă a fost ales ca membru în Partidul România Mare. 
Petre Popeangă este absolvent al Academiei de Studii Economice din București, Doctor în economie, domeniul Contabilitate. În domeniul didactic, Petre Popeangă a deținut funcțiile de șef de catedră și prodecan al Facultății de Management Financiar Contabil din cadrul Universității „Spiru Haret”.
1. ↑  Deputații în Parlamentul European
2. ↑  Prof. Univ. Dr. POPEANGA Petre – Universitatea Nicolae Titulescu din București